# 班季什夫卡
48°24′11″N 28°0′10″E / 48.40306°N 28.00278°E
班迪希夫卡（烏克蘭語：Бандишівка）是位於烏克蘭西南部的村莊，由文尼察州裡莫希利夫-波季利斯基区的巴布欽齊市鎮負責管轄。該村始建於1529年，面積2平方公里，海拔高度197米，2001年人口672，人口密度每平方公里336人。